# Dodge B-Series
Dodge B-Series – samochód dostawczo-osobowy klasy wyższej produkowany pod amerykańską marką Dodge w latach 1948–1953. 

## Historia i opis modelu

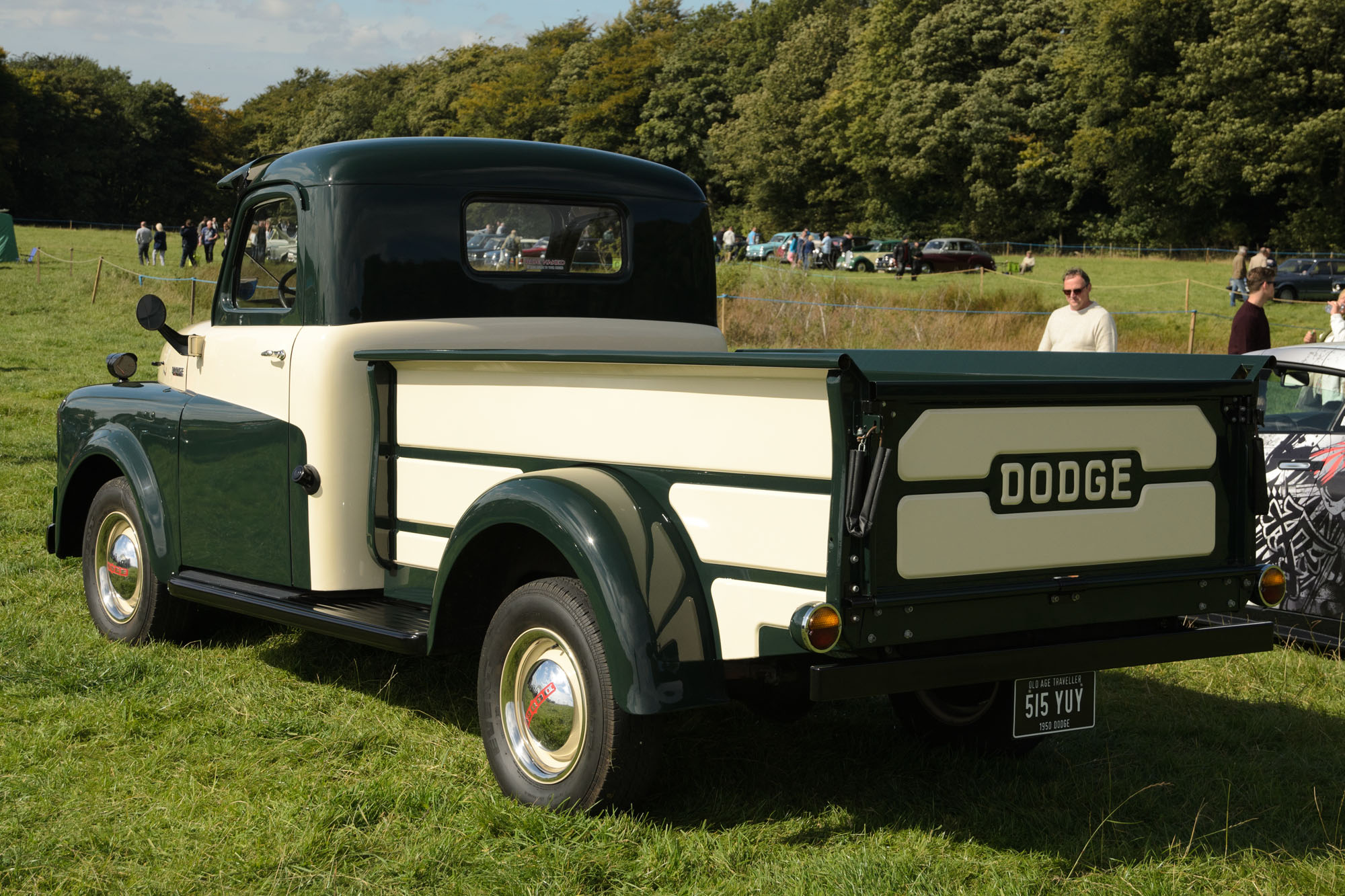
Dodge B-Series - tył

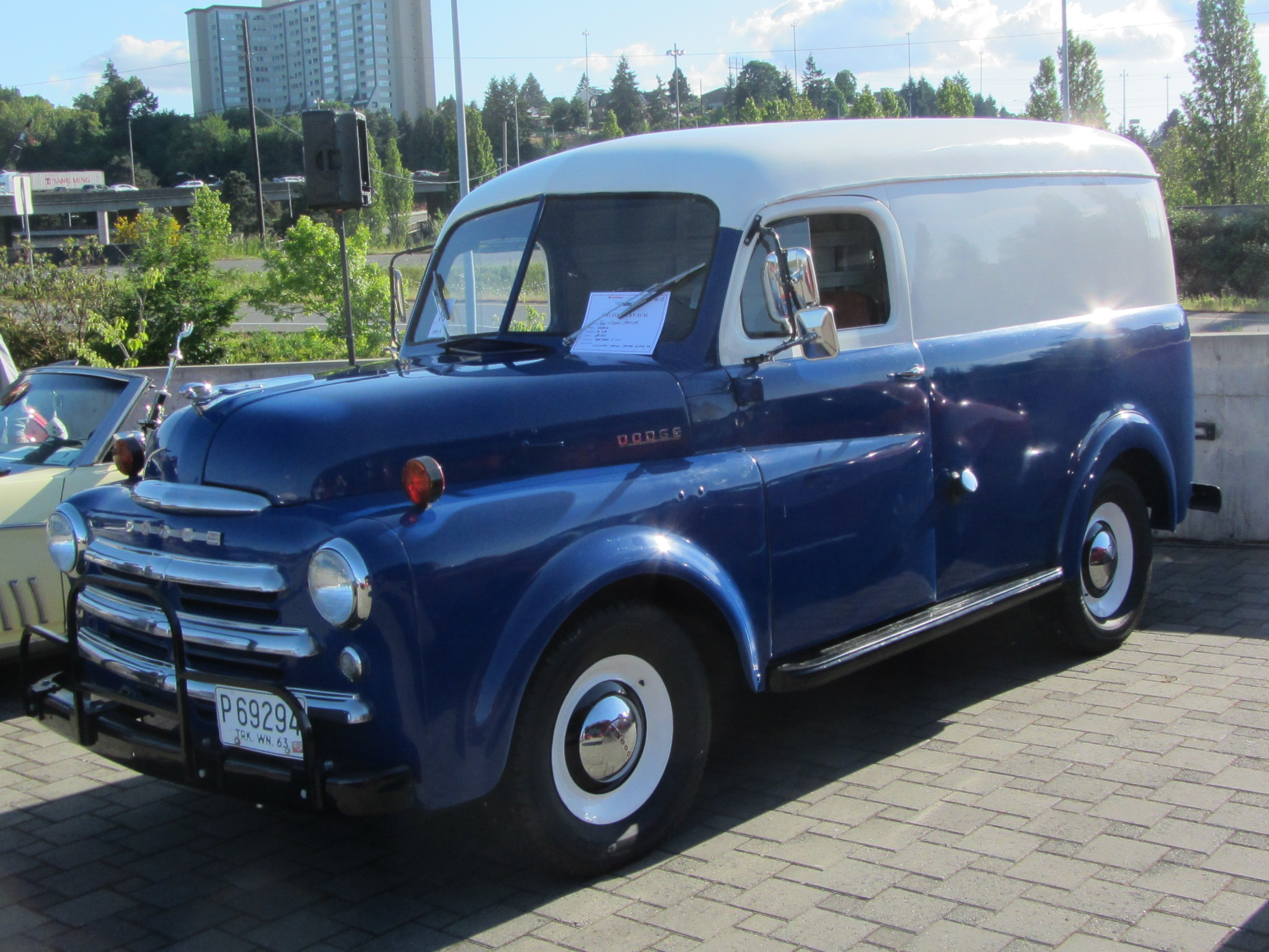
Dodge B-Series Van

W 1948 roku Dodge zaprezentował nowy samochód dostawczo-osobowy mający konkurować z konstrukcjami rywalizujących koncernów General Motors i Ford. Samochód pod kątem stylistycznym łączył cechy osobowych modeli, na czele z wyraźnie zarysowanymi nadkolami i szpiczastą maską, z rozwiązaniami typowymi dla użytkowych pickupów.

### B-Series Van
Poza 2-drzwiowym, 3-miejscowym pickupem, Dodge B-Series był oferowany także w wersji van. Wyróżniała się ona dużym przedziałem transportowym i otwieranymi na boki tylnymi drzwiami.

### Silnik
- L6 3.6l B1-V
- L6 3.8l B1-V